# Lysimachia shimianensis
Lysimachia shimianensis är en viveväxtart som beskrevs av Feng Hwai Chen och C.M. Hu. Lysimachia shimianensis ingår i släktet lysingar, och familjen viveväxter. Inga underarter finns listade i Catalogue of Life.